# رودلف سوترمايستر
رودلف سوترمايستر هو كاتب وطبيب وفيلسوف سويسري، ولد في 7 مايو 1802 في Wynigen ‏ في سويسرا، وتوفي في 9 مايو 1868 في زوفينجن في سويسرا.